# Liên đoàn Thiên hà

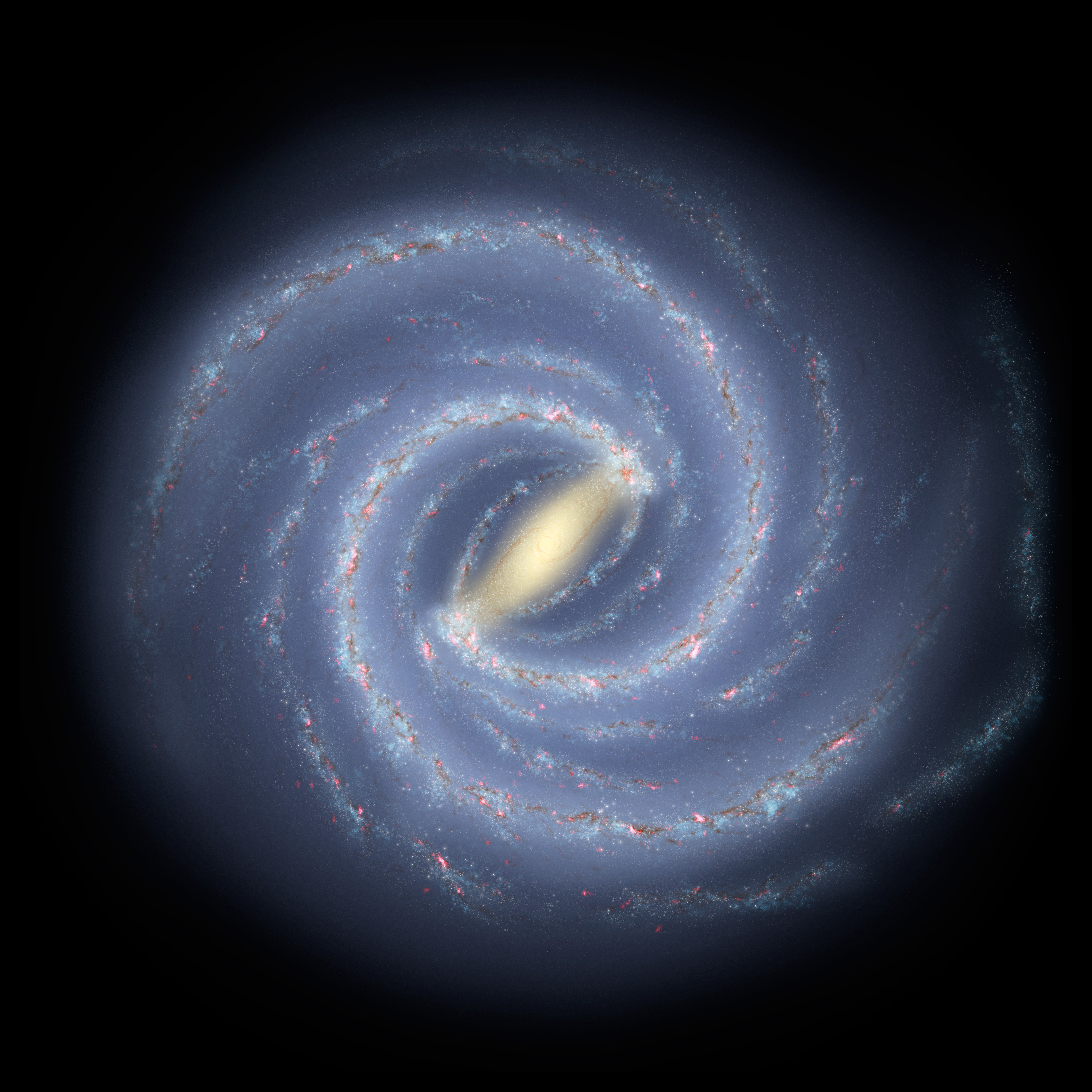
Tranh vẽ thể hiện cảm nhận của họa sĩ về Dải Ngân Hà.

Liên đoàn Thiên hà (tiếng Anh: Galactic Federation) là một liên minh được cho là của các nền văn minh ngoài Trái Đất bên trong Dải Ngân Hà. Hội đồng liên thiên hà này nghi là đã lộ diện thông qua việc dẫn kênh tới Sheldan Nidle, nhà sáng lập Ground Crew Project trong số những người Trái Đất khác. Ý tưởng về sự tồn tại của một liên đoàn kiểu như vậy khá phổ biến trong vô số tôn giáo UFO và một vài phong trào New Age. Liên đoàn này cũng xuất hiện trong nhiều truyện khoa học viễn tưởng.

## Định nghĩa theo Khoa luận giáo
Theo thánh thư của Giáo hội Khoa luận giáo, một cuộc chiến thiên hà từng diễn ra cách đây 75 triệu năm giữa 26 ngôi sao mà hiện nay làm thành Liên đoàn Thiên hà. Kết quả của cuộc chiến này là Liên đoàn Thiên hà được gầy dựng.
Mục tiêu của liên đoàn nhằm ngăn chặn các cuộc chiến tranh như thế này trong tương lai và giải quyết xung đột thiên hà một cách hòa bình. Liên đoàn Thiên hà bao gồm hàng trăm nghìn chủng tộc thành viên, bao gồm cả người Arcturus, người Pleiades, người Sirius, người Lyra và người Andromeda. Liên đoàn này nằm dưới sự điều hành của một hội đồng lớn được tạo thành từ các hội đồng nhỏ hơn, và thứ bậc giữa các thành viên được xác định dựa trên trình độ phát triển tâm linh của họ. Các thành viên phát triển cao nhất là những sinh linh ánh sáng diễn giải ý nguyện của Thượng Đế.

## Cựu Giám đốc An ninh Không gian của Israel
Năm 2020, cựu giám đốc chương trình không gian quân sự của Israel Haim Eshed đã tuyên bố rằng người ngoài hành tinh từng liên lạc với đại diện của Mỹ và Israel trong suốt nhiều năm liền. Trong một cuộc phỏng vấn với tờ báo tiếng Hebrew Yediot Aharonot, giáo sư kiêm vị tướng Israel về hưu cho biết nhân loại vẫn chưa sẵn sàng cho việc tiếp xúc với người ngoài hành tinh. Eshed nói với tờ báo rằng người ngoài hành tinh đang hiện diện ngay bên cạnh chúng ta trên Trái Đất và các giống loài khác nhau đã lập ra một "Liên đoàn Thiên hà", giống như trong Star Trek, theo bản dịch từ tờ Jerusalem Post. "Liên đoàn Thiên hà" này sẽ giữ bí mật để tránh sự kích động cho đến khi nhân loại sẵn sàng. NASA bèn ra một bản thông cáo sau khi những lời tuyên bố này được lan truyền rộng rãi, viết rằng vẫn chưa tìm thấy sự sống ngoài Trái Đất và công việc tìm kiếm người ngoài hành tinh đang diễn ra.